# Patrik Gunnarsson
Patrik Sigurður Gunnarsson (Kópavogur, 15 novembre 2000) è un calciatore islandese, portiere del Kortrijk e della nazionale Under-21 islandese.

## Carriera

### Club
Cresciuto nel settore giovanile dell'Breiðablik, dopo una stagione in prestito all'ÍR Reykjavík viene ceduto a titolo definitivo al Brentford; inizialmente aggregato alle squadre giovanili, il 9 marzo 2019 fa il suo esordio giocando gli ultimi quindici minuti dell'incontro di Championship vinto 2-1 contro il Middlesbrough.
Il 30 agosto 2021 passa con la formula del prestito ai norvegesi del Viking. Il 17 gennaio 2022 viene riscattato dai norvegesi.

### Nazionale
Nel 2021 viene convocato dalla nazionale under-21 islandese per il campionato europeo di categoria; scende in campo il 25 marzo nell'incontro della fase a gironi contro la Russia.

## Statistiche
Statistiche aggiornate al 30 agosto 2021.

### Presenze e reti nei club
| Stagione        | Squadra         | Campionato      | Campionato | Campionato | Coppe nazionali | Coppe nazionali | Coppe nazionali | Coppe continentali | Coppe continentali | Coppe continentali | Altre coppe | Altre coppe | Altre coppe | Totale | Totale | Totale |
| Stagione        | Squadra         | Comp            | Pres       | Reti       | Comp            | Pres            | Reti            | Comp               | Pres               | Reti               | Comp        | Pres        | Reti        | Pres   | Reti   |        |
| --------------- | --------------- | --------------- | ---------- | ---------- | --------------- | --------------- | --------------- | ------------------ | ------------------ | ------------------ | ----------- | ----------- | ----------- | ------ | ------ | ------ |
| 2018            | ÍR Reykjavík    | 1D              | 5          | -9         | CI+CdL          | 2+2             | -5 + -3         |                    | -                  | -                  |             | -           | -           | 9      | -17    |        |
| 2018-2019       | Brentford       | FLC             | 1          | 0          | FACup+CdL       | 0               | 0               |                    | -                  | -                  |             | -           | -           | 1      | 0      |        |
| 2019-2020       | Southend Utd    | FL1             | 3          | -6         | FACup+CdL       | 0               | 0               |                    | -                  | -                  | EFL Trophy  | 0           | 0           | 3      | -6     |        |
| 2020-gen. 2021  | Viborg          | 1D              | 12         | -9         | CD              | 0               | 0               |                    | -                  | -                  |             | -           | -           | 12     | -9     |        |
| gen.-giu. 2021  | Silkeborg       | 1D              | 6+8        | -1 + -5    | CD              | 0               | 0               |                    | -                  | -                  |             | -           | -           | 14     | -6     |        |
| ago. 2021       | Brentford       | PL              | 0          | 0          | FACup+CdL       | 0               | 0               |                    | -                  | -                  |             | -           | -           | 0      | 0      |        |
| ago.-dic. 2021  | Viking          | ES              | 0          | 0          | CN              | 0               | 0               |                    | -                  | -                  |             | -           | -           | 0      | 0      |        |
| Totale carriera | Totale carriera | Totale carriera | 35         | -30        |                 | 4               | -8              |                    | -                  | -                  |             | -           | -           | 39     | -38    |        |

### Cronologia presenze e reti in nazionale
| Cronologia completa delle presenze e delle reti in nazionale ― Islanda | Cronologia completa delle presenze e delle reti in nazionale ― Islanda | Cronologia completa delle presenze e delle reti in nazionale ― Islanda | Cronologia completa delle presenze e delle reti in nazionale ― Islanda | Cronologia completa delle presenze e delle reti in nazionale ― Islanda | Cronologia completa delle presenze e delle reti in nazionale ― Islanda | Cronologia completa delle presenze e delle reti in nazionale ― Islanda | Cronologia completa delle presenze e delle reti in nazionale ― Islanda |
| Data                                                                   | Città                                                                  | In casa                                                                | Risultato                                                              | Ospiti                                                                 | Competizione                                                           | Reti                                                                   | Note                                                                   |
| ---------------------------------------------------------------------- | ---------------------------------------------------------------------- | ---------------------------------------------------------------------- | ---------------------------------------------------------------------- | ---------------------------------------------------------------------- | ---------------------------------------------------------------------- | ---------------------------------------------------------------------- | ---------------------------------------------------------------------- |
| 9-6-2022                                                               | Serravalle                                                             | San Marino                                                             | 0 – 1                                                                  | Islanda                                                                | Amichevole                                                             | -                                                                      |                                                                        |
| 19-11-2022                                                             | Riga                                                                   | Lettonia                                                               | 1 – 1 (7 – 8 dtr)                                                      | Islanda                                                                | Coppa del Baltico 2022                                                 | -1                                                                     |                                                                        |
| 8-1-2023                                                               | Albufeira                                                              | Estonia                                                                | 1 – 1                                                                  | Islanda                                                                | Amichevole                                                             | -1                                                                     |                                                                        |
| 17-1-2024                                                              | Fort Lauderdale                                                        | Honduras                                                               | 0 – 2                                                                  | Islanda                                                                | Amichevole                                                             | -                                                                      | 46’                                                                    |
| Totale                                                                 |                                                                        | Presenze                                                               | 4                                                                      |                                                                        | Reti                                                                   | -2                                                                     |                                                                        |